# Otacilia onoi
Otacilia onoi är en spindelart som beskrevs av Christa L. Deeleman-Reinhold 200. Otacilia onoi ingår i släktet Otacilia och familjen flinkspindlar.
Artens utbredningsområde är Thailand. Inga underarter finns listade i Catalogue of Life.